# Marsdenia gonoloboides
Marsdenia gonoloboides är en oleanderväxtart som beskrevs av Rudolf Schlechter. Marsdenia gonoloboides ingår i släktet Marsdenia och familjen oleanderväxter. Inga underarter finns listade i Catalogue of Life.